# KO.DA.MA./ロマンスが舞い降りて来た夜
『KO.DA.MA./ロマンスが舞い降りて来た夜』（こだま/ロマンスがまいおりてきたよる）は、2024年7月24日にVirgin Musicから発売された、THE ALFEEの73枚目となるシングル。

## 概要
デビュー50周年記念第1弾シングル。
前作『鋼の騎士Q/Never Say Die』から約1年ぶりのシングルで、タイトルの2曲ともテレビ番組とのタイアップが付いた。
通常盤に加え、ジャケットとボーナス・トラックの異なる初回限定盤3種類の合計4種類で発売され、いずれも3曲目のボーナス・トラックは2023年夏に横浜アリーナで行われたライブ音源となっている。

### KO.DA.MA.
編曲：高見沢俊彦 with 本田優一郎　ストリングスアレンジ：萩森英明
- テレビ東京系列のアニメ『シンカリオン チェンジ ザ ワールド』のエンディングテーマ[注 1]。
- 「UTA-RAIL♪PROJECT」と銘打った同番組の企画として4アーティストがそれぞれ指定された実在の新幹線をモチーフに主題歌が作られ、THE ALFEEは山陽新幹線のこだまをモチーフとした楽曲となった[3]。
- アニメ制作サイドからは「アルフィーらしい楽曲をお願いします」という要望があり、タイトルに「こだま」を入れる以外は特に細かい指示は無かったという[4]。高見沢は「一番好きな新幹線がこだまなので、オファーが来た時はかなり嬉しかった」と語っている。
- タイアップに合わせ「E5はやぶさ」と「500こだま」をモデルにした高見沢のギターが新たに作られた[4]。
- テレビアニメの主題歌を担当するのは『ドラえもん』の『タンポポの詩』以来21年ぶりとなる。

### ロマンスが舞い降りて来た夜
編曲：高見沢俊彦　ホーンアレンジ：小野秀幸
- フジテレビ系列の単発ドラマ『心はロンリー 気持ちは『…』FINAL』（主演：明石家さんま）の主題歌。
- デビュー50周年にして初となるモータウン系のビートを取り入れたアレンジとなっている[6]。高見沢はイントロのフレーズから制作を開始したという。
- MVではメンバーがサビ部分でダンスをしながら歌う演出となっている[7]。

## 収録曲
- 全作詞・作曲：高見沢俊彦

### 通常盤（TYCT-30147）
1. KO.DA.MA.
2. ロマンスが舞い降りて来た夜
3. 風の時代（風の時代★夏 2023 Live Ver.）

### 初回限定盤A（TYCT-39240）
1. KO.DA.MA.
2. ロマンスが舞い降りて来た夜
3. FLOWER REVOLUTION（風の時代★夏 2023 Live Ver.）

### 初回限定盤B（TYCT-39241）
1. KO.DA.MA.
2. ロマンスが舞い降りて来た夜
3. 勇気凛々（風の時代★夏 2023 Live Ver.）

### 初回限定盤C（TYCT-39242）
1. KO.DA.MA.
2. ロマンスが舞い降りて来た夜
3. WIND OF TIME（風の時代★夏 2023 Live Ver.）